# John Torcapel
John Torcapel (* 18. April 1881 in Genf; † 21. Juli 1965 ebenda) war ein Schweizer Architekt und Maler.

## Leben
John Torcapel stammte aus einer protestantischen, aus Frankreich eingewanderten Familie und wuchs zusammen mit zwei Schwestern und einem Bruder in Genf auf. Er erlernte den Beruf des Bauzeichners und studierte an der École des Beaux-Arts in Genf Architektur. 1924 eröffnete er sein eigenes Architekturbüro. 1930 wurde er Lehrer an der Kunstgewerbeschule Genf (Section d'architecture de l’École des Beaux-Arts) und war an der Gründung der Sektion für Architektur an der Universität Genf beteiligt. 1942 wurde er Professor an der Universität Genf und lehrte dort bis 1953 (Chef d’atelier des éléments d’architecture à l’École d’architecture). Er unterrichtete zusammen mit Eugène Baudoin und Albert Cingria nach dem Muster der Pariser École des Beaux-Arts. Er förderte Frauen als Architektinnen. So zählten Colette Oltramare (1904–1980), Marie-Louise Leclerc (1911–2001) und seine Tochter Anne Torcapel zu seinen Schülerinnen. Seiner Ehe mit Marthe Aline (geborene Berthoud) entstammte die Tochter Anne, der er 1960 sein Architekturatelier übergab.

## Architekt und Raumplaner
Torcapel entwarf Einfamilienhäuser in der Umgebung von Genf und nahm an Architekturwettbewerben teil. 1905 erstellte er Konstruktionspläne für das Musée d’Art et d’Histoire.
1912 gewann er zusammen mit Adolphe Guyonnet den Projektwettbewerb für die Stadtrandsiedlung Le Mervelet in Petit-Saconnex.
1918 nahm er zusammen mit Alfred Olivet am Projektwettbewerb für eine neue Schule in Saint-Jean (Genf) teil und gewannen den 2. Preis. Am 1. Februar 1928 gewann er zusammen mit Adolphe Guyonnet den Projektwettbewerb zur Errichtung des Gemeindesaals von Chêne-Bougeries. Die Architekten wurden auch mit der Bauausführung betraut.
In den 1930er Jahren befasste sich die Groupe genevois pour la réconstruction de la Rive droite (Adolphe Guyonnet, Arnold Hoechel, Jean-Jacques Honegger, Francis Quétant, Henri Minner, John Torcapel, Louis Vincent, Edmond Wanner) mit der Bebauung des rechten Seeufers. Diese Raumplanung wurde allerdings nicht umgesetzt. Anfang der 1930er Jahre erteilte der Genfer Industrielle Edmond Wanner einer Gruppe von Architekten und Ingenieuren den Auftrag, die von Le Corbusier und Pierre Jeanneret entworfene Maison de Clarté zu realisieren. Im Jahre 1932 leitete Torcapel die Umsetzung der Entwürfe in Baupläne, die vielfach von Francis Quétant gezeichnet wurden. Die Bauführung besorgte er zusammen mit Boris Nazarieff. 1945 reichte Torcapel der Museumskommission einen Plan zur Erweiterung des Musée d’ethonographie am Boulevard Carl Vogt in Genf ein, der von der Kommission einstimmig gutgeheissen wurde. Im Jahr 1948 wurde der Erweiterungsbau nach seinen Plänen realisiert.

## Maler
In seiner Freizeit widmete sich Torcapel der Kunst. Erste Zeichnungen und Architekturskizzen datieren um 1904. Seine ersten Ölbilder entstanden 1909. Auf der Rückseite seines Bildes "Paysage aux environs de Gruyères" ist dies auch ausdrücklich vermerkt ("première année de peinture à l'huile"). Vorerst waren seine Ölbilder stark von Hodler beeinflusst. Der Schwerpunkt seines Schaffens war die Darstellung von Landschaften der „Campagne genevoise“, aus dem Berner Oberland, von Paris, Antibes und St. Maxime. Oftmals malte er seine Tochter Anne und seine Ehefrau Marthe. 
Zu seinen engsten Freunden gehörte Albert Schmidt (Maler, 1883), dessen Vater Ferdinand Hodler sein Atelier vermietete. (vgl. Anker Valentina, Albert Schmidt, Geneve 1998, S. 7 ff. u. das Ölbild „Un dimanche après-midi“, le peintre A. Schmidt, son Ami John Torcapel et leurs épouses, 1910, 239 × 300 cm; S. 42 f.) Ab 1920 traf er sich wöchentlich mit einer Schar von Malern, Bildhauern und Schriftstellern im „Café du Levant“. Zu dieser Gruppe gehörten u. a. Maurice und Gustave François Barraud, Alexandre Blanchet, Eugène Martin, Félix Appenzeller, Adrien Bovy und Hans Berger. Durch die vielen persönlichen Beziehungen konnte Torcapel seinen eigenen Stil entwickeln.

### Ausstellungen
Torcapel stellte seine Werke im Musée Rath und l’Athénée aus. Er nahm an Nationalen Kunstausstellungen, an Turnus-Ausstellungen des Schweizer Kunstvereins und an Ausstellungen der Gesellschaft Schweizerischer Maler, Bildhauer und Architekten sowie der Landesausstellung 1939 teil. 1938 wurde er zu einer Ausstellung des Kunstvereins Winterthur eingeladen. Im selben Jahr zeigte er seine Werke im Musée Rath in Genf. Ein besonderer Reiz hatte für ihn die Ausstellung „Schwarz-Weiss“, wo eine Bleistiftzeichnung und zwei Kreidezeichnungen ausgestellt wurden. 1947 stellte er gemeinsam mit A. de Siebenthal, R. A. Coppel und A. Nouspikel Werke im Musée Rath aus.
Im Jahr 1978 widmete ihm die Classe des Beaux-Arts und les amis des Beaux-Arts eine Ausstellung. 1984 zeigte Pierre-Yves Gabus, wie Torcapel zu Beginn seines Schaffens von Ferdinand Hodler beeinflusst wurde. 1991 würdigte Benedetto Selano sein Schaffen,. 1994 zeigte er nochmals ausgewählte Werke von Torcapel.
Zum 100. Todestag von Ferdinand Hodlers widmet der Musée d'art et d'histoire de Genève den Jüngern Hodlers eine Ausstellung unter dem Titel L'esprit de Hodler dans la peinture genèvoise. 2019 waren im Maison Tavel drei Werke von John Torcapel (Forêt carrée sur le Saléve, Jura et ciel (1911), jeune pommier aux pommes rouges (1917) et Chemin et rangée d'arbres dans un paysage de collines (1921)) ausgestellt.

## Mitgliedschaften
- Mitglied des Schweizerischen Ingenieur- und Architektenvereins (SIA) und des Bundes Schweizer Architekten (BSA/FAS).
- Mitglied der 1931 gebildeten Groupe pour l’architecture nouvelle à Genève (GANG).
- Von 1948 bis 1953 war er Mitglied der Eidgenössischen Kommission der Gottfried-Keller-Stiftung, ab 1953 Mitglied der Jury der École d’architecture.
- Mitglied der Gesellschaft Schweizerischer Maler, Bildhauer und Architekten (GSMBA/SPSAS).